# Fiat Bravo (2007)
La Fiat Bravo è un'autovettura di segmento C costruita dalla casa automobilistica italiana FIAT dal 2007 al 2014. Nata dal Progetto 198 guidato da Gianfranco Romeo, ha sostituito la Fiat Stilo. È stata presentata ufficialmente il 29 gennaio 2007 a Roma per entrare in vendita dal 3 febbraio.
Nel 2014, il modello europeo è uscito di produzione, lasciando alla Fiat 500X il ruolo di vettura media all'interno della gamma, poi integrato con l'arrivo nel 2016 della Fiat Tipo. La vettura, sottoposta a un leggero maquillage, ha continuato a essere prodotta e venduta in Brasile fino al 2016.
Il nome riprende quello dell'omonima autovettura compatta prodotta durante gli anni novanta e caratterizzata dalla carrozzeria berlina dall'impronta sportiva a tre porte; la versione due volumi e mezzo a cinque porte era invece denominata Brava.

## Il contesto

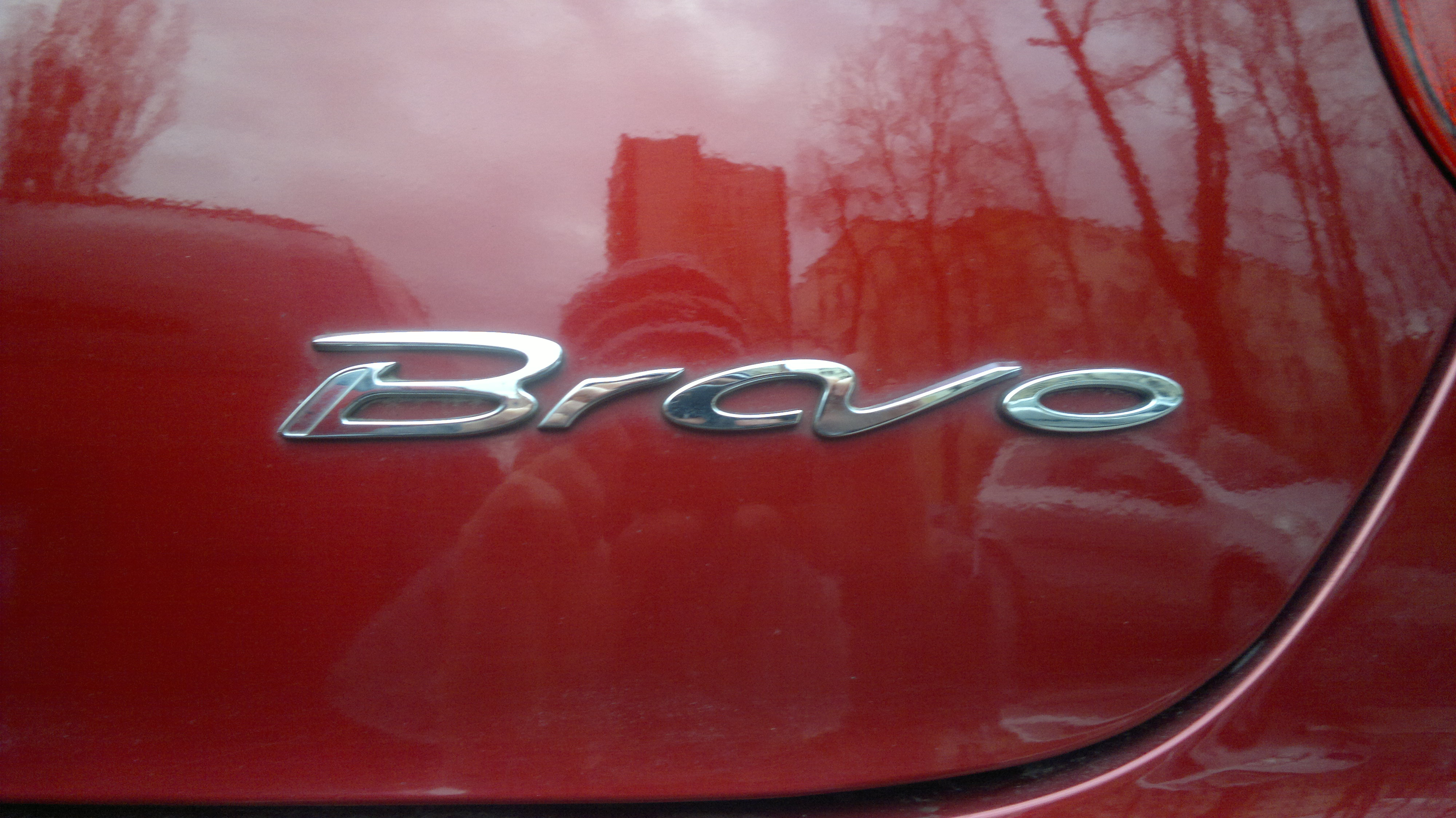
Dettaglio del logo di una Fiat Bravo

Il compito di questa vettura era di rilanciare FIAT nel segmento delle medie compatte (dopo il successo ottenuto dalla Grande Punto in quello delle utilitarie); per farlo si presentava con la sola carrozzeria berlina 2 volumi a 5 porte. Lo sviluppo post-progettuale è stato affidato all'austriaca Magna Steyr che ha collaborato con i tecnici FIAT prevalentemente nella fase di prototipizzazione e collaudo dell'autovettura, allo scopo di avere in brevissimo tempo una macchina finita (il progetto definito è stato approvato dai vertici solo nell'aprile 2006). Per sviluppare la vettura in soli 18 mesi la FIAT e la Magna Steyr hanno utilizzato la tecnologia di simulazione virtuale che ha permesso una riduzione dei tempi d'industrializzazione.
Il design della Bravo, curato da Alberto Dilillo insieme a Emanuele Bomboi e Frank Stephenson, si basa su un'evoluzione dello stile Giugiaro introdotto dalla Grande Punto. Il frontale è dominato da una  calandra sdoppiata rifinita con cromature con la zona superiore che ingloba il nuovo marchio FIAT a sfondo rosso; nella parte inferiore dei paraurti sono presenti delle leggere nervature in rilievo con delle prese d'aria che ospitano i fendinebbia (presenti per le versioni di punta o a pagamento). La fanaleria frontale a forma di goccia si integra perfettamente tra il cofano motore e i passaruota laterali. La fiancata è caratterizzata dalla linea di cintura che risale lungo il posteriore e viene resa filante grazie alla vetratura sottile dalle cornici cromate (per le versioni di punta). Il posteriore riprende alcuni elementi della vecchia Bravo a 3 porte del 1995, presentando gruppi ottici di forma circolare, un cofano baule bombato che ospita il lunotto a cuneo di piccole dimensioni (che penalizza la visibilità) e un paraurti che incorpora la targa nell'apposito vano inferiore.
La Bravo utilizza il Pianale C derivato e adattato da quello della Stilo e utilizzato anche dalla nuova Lancia Delta. Lo schema delle sospensioni prevede un sistema a ruote indipendenti anteriori con montante telescopico MacPherson e barra stabilizzatrice mentre al posteriore è stato adottato il classico schema a ruote interconnesse da un ponte torcente con barra stabilizzatrice. L'impianto frenante per tutte le versioni sfrutta quattro dischi con gli anteriori autoventilati. 
La nuova Bravo è stata testata dalle prove d'impatto dell'ente Euro NCAP totalizzando il punteggio complessivo di cinque stelle nell'urto frontale, tre nella protezione bambini e due nella prova di investimento pedone.

### Uscita dal mercato europeo

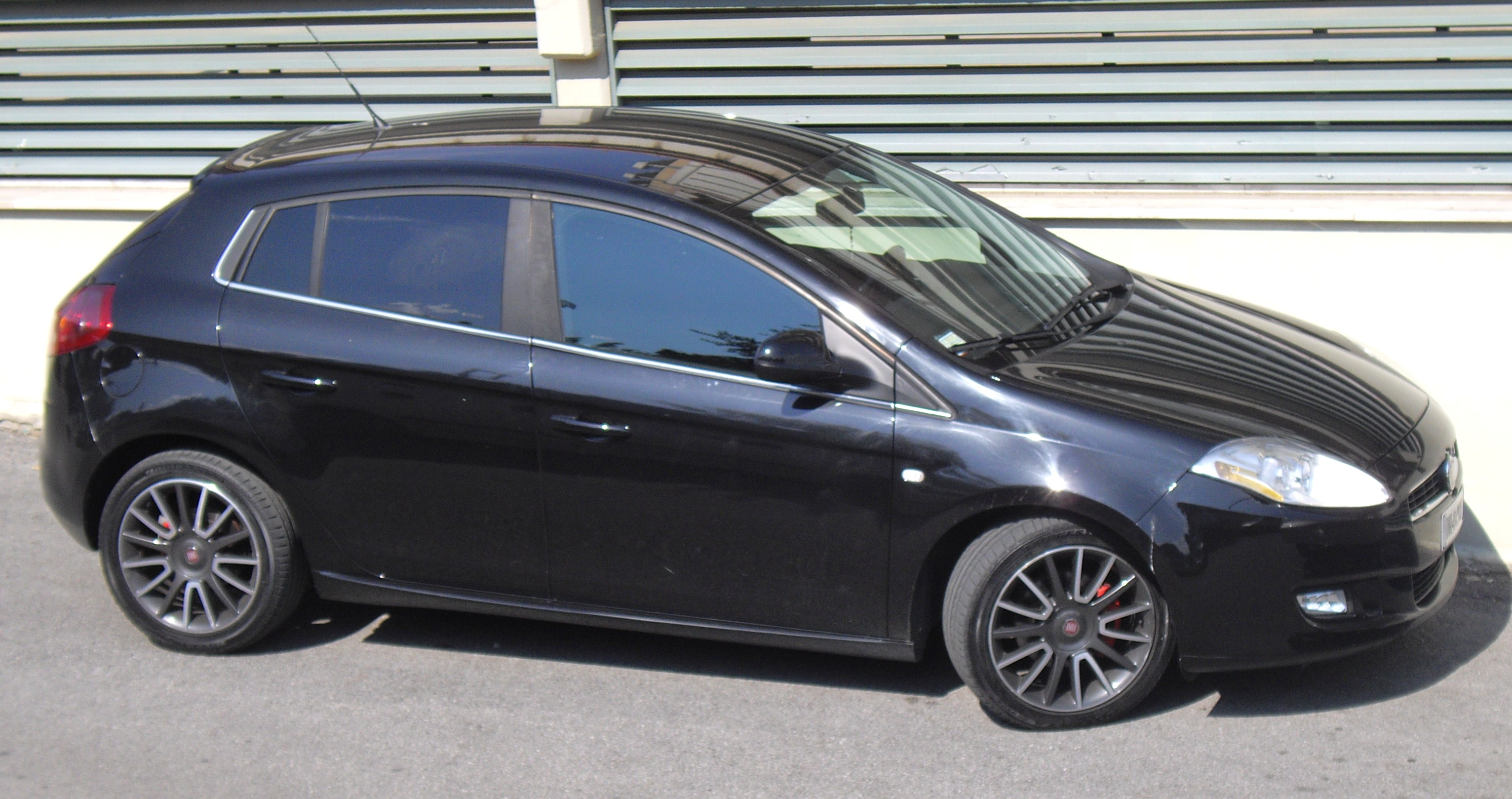
Vista laterale di una Fiat Bravo Sport del 2009

Nel 2014 la Bravo, dopo un riscontro di pubblico deludente, esce ufficialmente dal mercato di riferimento, quello europeo, lasciando uno spazio vuoto all'interno della gamma FIAT (rimane invece in produzione e vendita nei paesi sud americani, con un modello aggiornato). Questa "uscita di scena" in Europa viene affrontata in modo dettagliato dalla FIAT stessa all'interno della presentazione ufficiale del nuovo progetto industriale per Fiat Chrysler Automobiles 2014-2018. La berlina due volumi di casa FIAT è stata eliminata  dalla gamma, insieme alla Fiat Sedici, in base alla nuova politica FIAT di separare la gamma fra modelli razionali e modelli emotivi/premium. Bravo e Sedici risultano di fatto sostituiti entrambi da un'unica vettura: la Fiat 500X. La 500X segue la naturale evoluzione del mercato delle berline medie due volumi in Europa, ormai quasi tutte affiancate o sostituite da una crossover SUV (il caso più eclatante è stato quello Almera / Qashqai). L'eredità della Bravo tuttavia non viene del tutto raccolta dal SUV 500X; nel 2015, infatti, viene presentato il Progetto Ægea, una famiglia di vetture medie destinate a soddisfare le diverse esigenze dei paesi del mercato EMEA (Europa, Medio Oriente e Africa). Questa famiglia di automobili (denominata in Italia come Fiat Tipo e in Messico e negli Emirati Arabi come Dodge Neon) prevede, oltre a un'elegante berlina compatta a tre volumi, lanciata per prima sul mercato, anche una berlina media due volumi con relativa variante wagon, che nel corso del 2016 ritorna a coprire il vuoto lasciato dalla Bravo.

## Interni

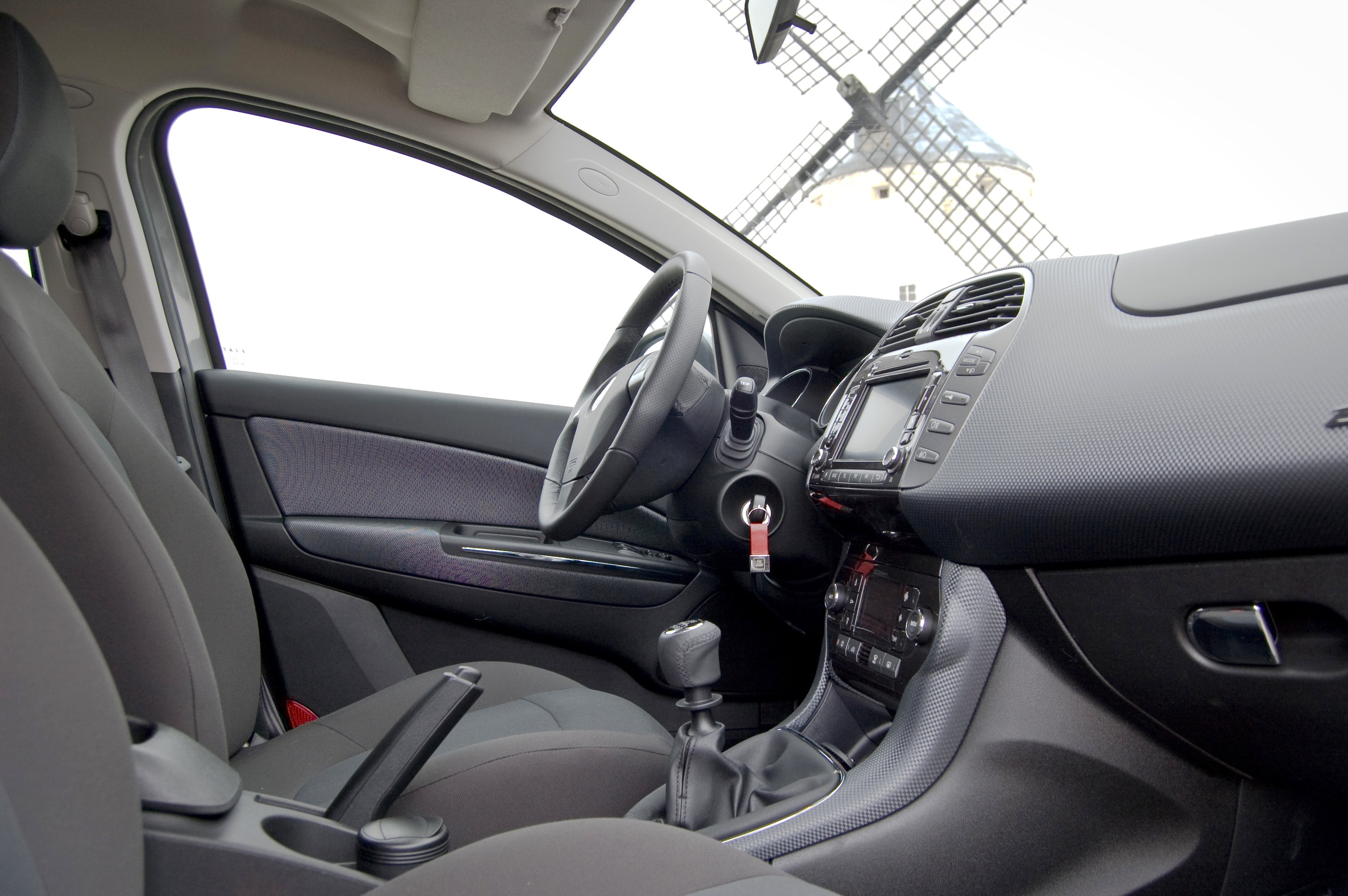
Vista degli interni.

La plancia segue lo stile della carrozzeria esterna ovvero un disegno curvilineo con la zona centrale che ospita i comandi dell'autoradio e del navigatore satellitare a colori (optional) sormontato dalle bocchette d'aerazione del climatizzatore; nella parte bassa sono stati raggruppati i principali comandi del clima (a comando manuale o automatico bizona) insieme al vano posacenere e al kit fumatori. La strumentazione dal disegno sportivo possiede i quadranti incassati e separati in stile Alfa Romeo 147. Le plastiche utilizzate per la plancia sono di qualità sufficiente con la zona superiore morbida mentre le parti inferiori insieme al tunnel centrale sono rigide. L'abitabilità risulta buona con una capacità di carico del bagagliaio pari a 400 litri, grazie anche al padiglione spiovente posteriore. Dal giugno del 2008 la vettura era disponibile anche con cambio automatico robotizzato Dualogic a sei rapporti e levette di cambio per il pilota situate dietro la corona del volante.

## Produzione

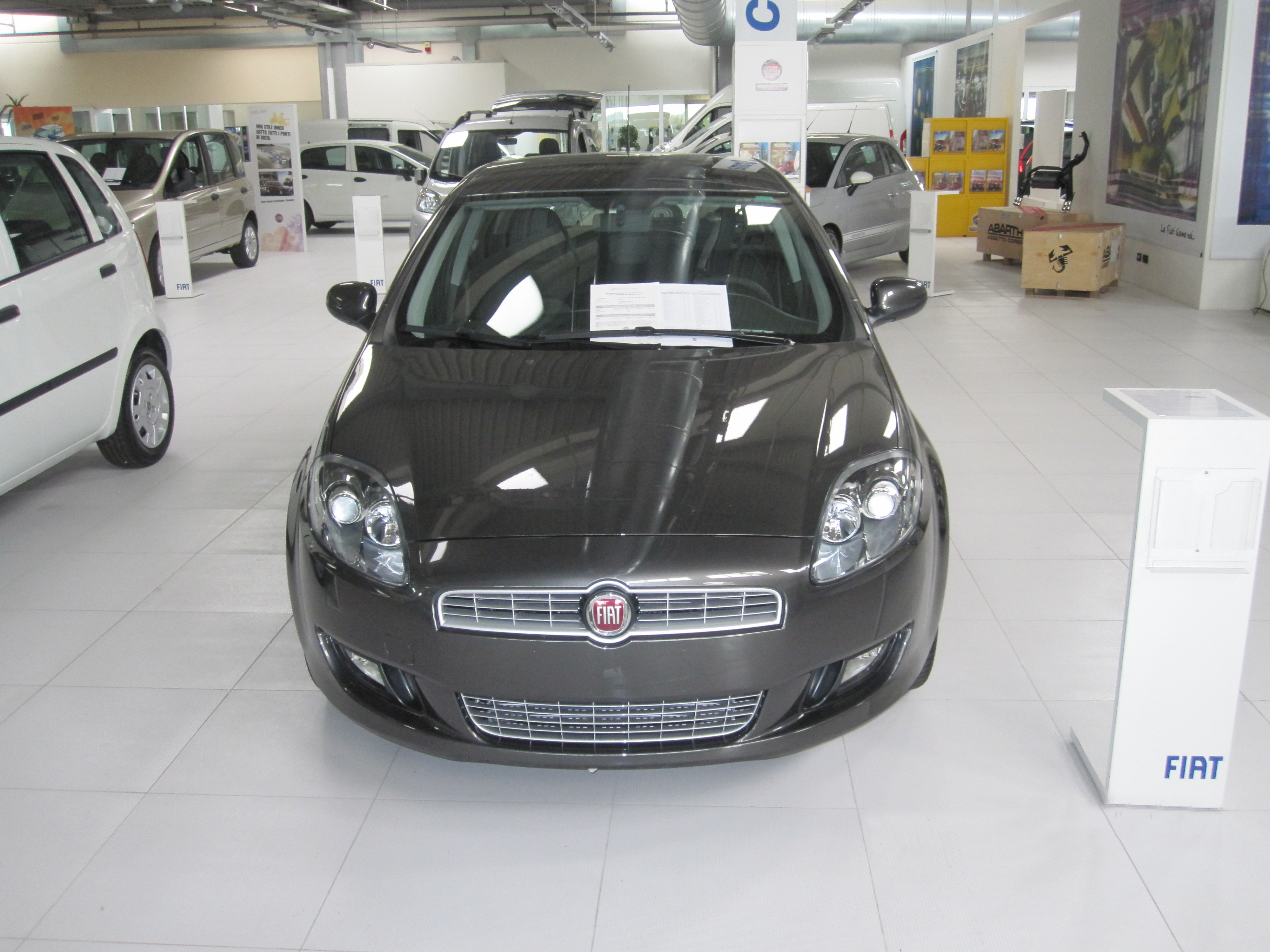
Una Bravo Model Year 2010

### Mercato europeo
Il veicolo veniva prodotto nello stabilimento di Piedimonte San Germano - nel Lazio, vicino a Cassino - assieme alla sorella Lancia Delta. Lo stabilimento ha continuato a produrre, fino al 2020, l'Alfa Romeo Giulietta.
Nel febbraio 2010 viene lanciata la Bravo aggiornata, come Model Year 2010; l'auto ha subito minime modifiche sia a livello esterno che interno: le versioni Active disponevano della plancia a effetto carbonio e le maniglie in tinta con la carrozzeria. Per tutte le versioni i fari anteriori risultavano bruniti mentre gli interni erano disponibili con una tappezzeria rinnovata, mentre la calandra frontale era cromata per le Emotion oppure in colore grigio scuro chiamato Metalluro per le versioni Sport e Dynamic.
Nel corso del 2014 cessa la produzione della Bravo nello stabilimento di Cassino. Le vendite europee annuali della Bravo nel 2013 sono state di circa 10.000 unità; il suo picco annuale è avvenuto nel 2007, anno di lancio della vettura, quando sono state raggiunte le 97.000 immatricolazioni in 10 mesi. La produzione totale in Italia è stata di 185.000 unità.

### Mercato sudamericano
In seguito alla presentazione al Salone di San Paolo, alla fine del 2010 nello stabilimento Fiat di Betim (Stato di Minas Gerais, Brasile) viene avviata la produzione della Fiat Bravo destinata ai mercati del subcontinente sudamericano. In aggiunta al 1.4 T-Jet offerto anche in Europa la versione brasiliana della Bravo adotta motori E.torQ di 1.6 e 1.8 litri.
Nell'ottobre 2014 Fiat presenta al Salone di San Paolo la Bravo Model Year 2015. La vettura ha ricevuto un restyling, con paraurti dal nuovo disegno e gruppi ottici posteriori bordati di nero. Per la prima volta viene reso disponibile sul mercato brasiliano il cambio automatico Dualogic. La produzione della Bravo in Sudamerica terminò nel giugno 2016.

### Altri mercati

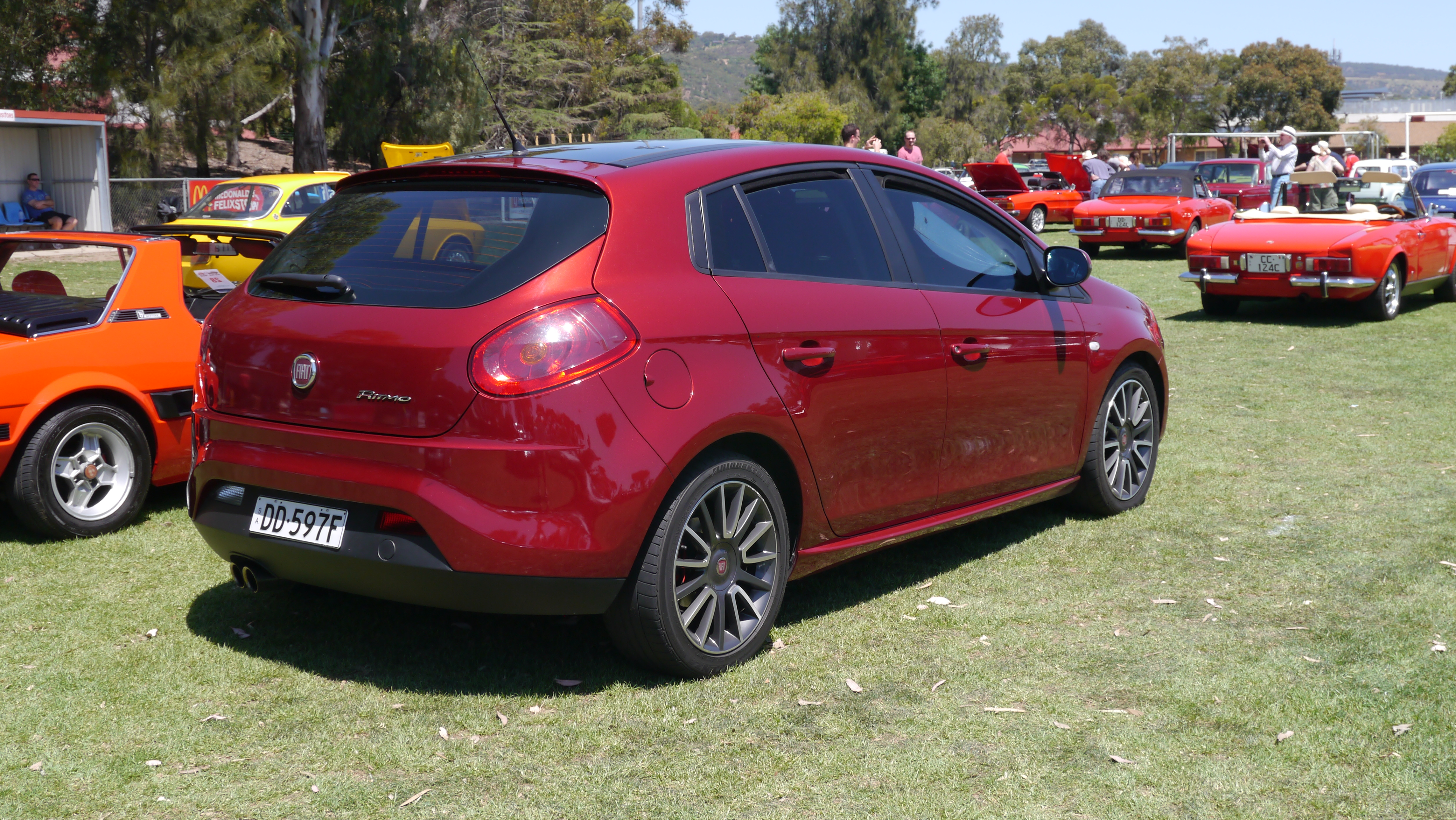
Una Bravo marchiata Ritmo per il mercato australiano

La Bravo è stata venduta dal 2008 al 2009 anche sul mercato australiano, dove ha assunto il nome Fiat Ritmo, già impiegato tra gli anni 70 e 80 su un altro modello della casa italiana, in quanto il nome Bravo in Australia era già registrato dalla Mazda per identificare il pick-up B2500.

## Motorizzazioni

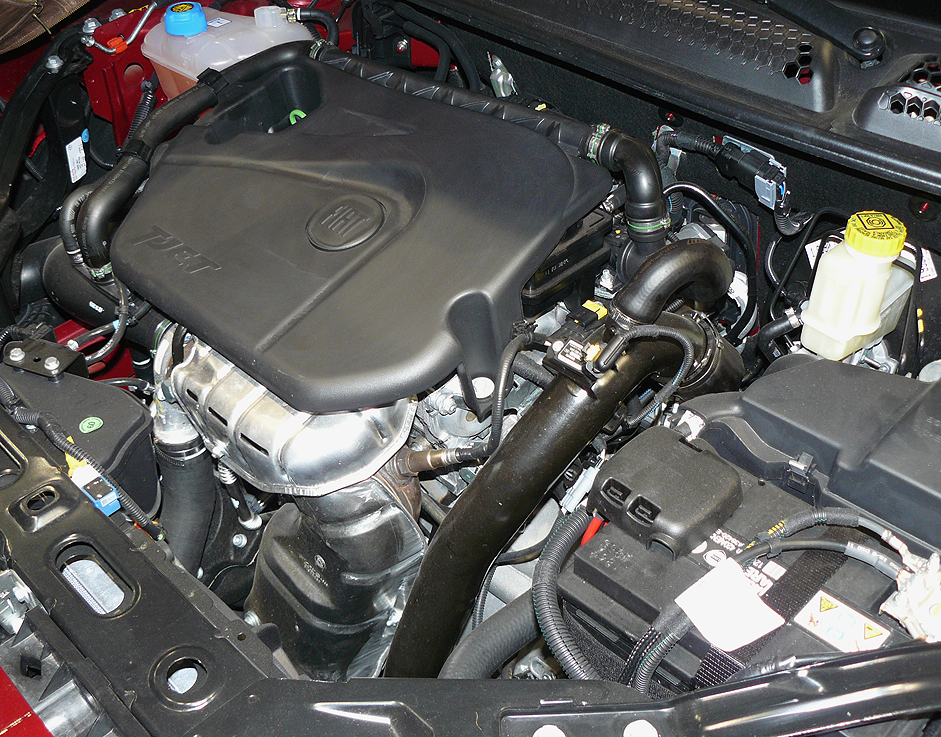
il motore Fiat 1.4 T-Jet 150 cavalli

### Benzina
All'esordio l'unica motorizzazione disponibile era il 1.4 FIRE 16V da 90 cavalli Euro 4, abbinato a un cambio manuale a sei rapporti. A fine estate 2007 sono stati presentati i 1.4 turbo T-Jet da 120 e da 150 cavalli e coppia motrice massima di 206 N·m che salgono a 230 N·m con overboost attivo; derivati dai classici FIRE e dotati della sovralimentazione, offrono la peculiarità di consumi contenuti, buone prestazioni ed emissioni inquinanti ridotte. Entrambi i motori rispettano gli standard Euro 4. Nel 2010 il 1.4 90 CV e il T-Jet da 120 CV diventano Euro 5; da giugno è disponibile il propulsore 1.4 Turbo Multiair con turbocompressore da 140 cavalli che sostituisce il vecchio motore da 150 cavalli. Omologato Euro 5, ha prestazioni simili ma consumi ridotti. Il 1.4 Multiair possiede una coppia massima pari a 230 N•m a 1.750 giri al minuto.

### GPL
Dal dicembre 2008 è disponibile una versione a doppia alimentazione (benzina e GPL) realizzata grazie a un accordo fatto dalla FIAT con l'azienda Landi Renzo (insieme alla Panda e alla Punto). La motorizzazione è il 1.4 16V FIRE da 90 cavalli.

### Diesel
La sola motorizzazione a gasolio disponibile al lancio era la 1.9 Multijet in versione 8V con 120 cavalli (cambio manuale a cinque marce) oppure 16V capace di 150 cavalli (cambio manuale a sei marce); entrambi turbocompressi e con la turbina a geometria variabile. Su alcuni mercati europei venne introdotta anche una versione depotenziata del 1.9 Multijet a 90 cavalli.
Dai primi mesi del 2008 è disponibile il nuovo motore 1.6 16V Multijet omologato inizialmente Euro 4 ma dal maggio del 2009 è disponibile anche nella versione Euro 5 abbinata al filtro antiparticolato; eroga 105 cavalli nella versione d'entrata con turbo a geometria fissa ma è disponibile anche la più potente 120 cavalli dotata di turbina a geometria variabile. Nel 2009 viene inoltre lanciata la versione depotenziata a 90 cavalli e viene introdotta anche la ecologica PurO2 con motore 1.6 Multijet 105 cavalli ed emissione di anidride carbonica ridotte. Tale versione rimane in produzione fino al 2010.
Dal novembre del 2008 è disponibile il nuovo 2.0 Multijet da 165 cavalli omologato Euro 5.
Nel 2015, all'uscita dal mercato europeo, era presente solo la motorizzazione diesel 1.6 Multijet, nella doppia versione da 105 oppure 120 cavalli.
| Modello                       | Disponibilità             | Motore                           | Cilindrata cm³ | Potenza         | Coppia max              | Emissioni CO2 (g/km) | 0–100 km/h (secondi) | Velocità max (km/h) | Percorrenza media (km/l) |
| 1.4 FIRE 16V 90               | dal debutto               | 4 cilindri in linea, Benzina     | 1.368          | 66 kW (90 CV)   | 128 N·m @4.500 giri/min | 156                  | 12,5                 | 179                 | 14,9                     |
| 1.4 FIRE 16V 90 GPL           | dal 2009                  | 4 cilindri in linea, Benzina-GPL | 1.368          | 66 kW (90 CV)   | 128 N·m @4.500 giri/min | 134                  | 12,5                 | 179                 | 12,0                     |
| 1.4 T-Jet 16V 120             | dal 2007                  | 4 cilindri in linea, Benzina     | 1.368          | 88 kW (120 CV)  | 206 N·m @1.750 giri/min | 156                  | 9,6                  | 197                 | 14,9                     |
| 1.4 T-Jet 16V 120 Dualogic    | dal 2008 al 2010          | 4 cilindri in linea, Benzina     | 1.368          | 88 kW (120 CV)  | 206 N·m @1.750 giri/min | 154                  | 9,6                  | 197                 | 15,4                     |
| 1.4 Multiair Turbo 16V 140    | dal 2010                  | 4 cilindri in linea, Benzina     | 1.368          | 103 kW (140 CV) | 230 N·m @1.750 giri/min | 132                  | 8,9 (Sport)          | 204                 | 17,5                     |
| 1.4 T-Jet 16V 150             | dal 2007 al 2010          | 4 cilindri in linea, Benzina     | 1.368          | 110 kW (150 CV) | 206 N·m @2.250 giri/min | 167                  | 8,5 (8,2 Sport)      | 212                 | 14,3                     |
| 1.6 Multijet 16V 90           | dal 2009 al 2012          | 4 cilindri in linea, Diesel      | 1.598          | 66 kW (90 CV)   | 290 N·m @1.500 giri/min | 120                  | 13,1                 | 173                 | 21,7                     |
| 1.6 Multijet 16V 105          | dal 2008                  | 4 cilindri in linea, Diesel      | 1.598          | 77 kW (105 CV)  | 290 N·m @1.500 giri/min | 129                  | 11,3                 | 187                 | 20,4                     |
| 1.6 Multijet 16V PurO2 105    | dal 2009 al 2010          | 4 cilindri in linea, Diesel      | 1.598          | 77 kW (105 CV)  | 290 N·m @1.500 giri/min | 119                  | 11,3                 | 187                 | 22,2                     |
| 1.6 Multijet 16V 120          | dal 2008                  | 4 cilindri in linea, Diesel      | 1.598          | 88 kW (120 CV)  | 300 N·m @1.500 giri/min | 129                  | 10,5                 | 195                 | 20,4                     |
| 1.6 Multijet 16V 120 Dualogic | dal 2008                  | 4 cilindri in linea, Diesel      | 1.598          | 88 kW (120 CV)  | 300 N·m @1.500 giri/min | 120                  | 10,5                 | 195                 | 21,7                     |
| 1.9 Multijet 8V 90            | per l'estero fino al 2009 | 4 cilindri in linea, Diesel      | 1.910          | 66 kW (90 CV)   | 225 N·m @2.000 giri/min | 139                  | 12,5                 | 174                 | 19,2                     |
| 1.9 Multijet 8V 120           | dal debutto al 2009       | 4 cilindri in linea, Diesel      | 1.910          | 88 kW (120 CV)  | 255 N·m @2.000 giri/min | 139                  | 10,5                 | 194                 | 18,9                     |
| 1.9 Multijet 16V 150          | dal debutto al 2009       | 4 cilindri in linea, Diesel      | 1.910          | 110 kW (150 CV) | 305 N·m @2.000 giri/min | 149                  | 9,0                  | 209                 | 17,9                     |
| 2.0 Multijet 16V 165          | dal 2008 al 2012          | 4 cilindri in linea, Diesel      | 1.956          | 121 kW (165 CV) | 360 N·m @2.000 giri/min | 139                  | 8,2                  | 215                 | 18,9                     |

N.B.: dal 2011 la versione GPL ha cambiato nome in EasyPower.

## Marketing
L'auto è stata presentata con una campagna pubblicitaria televisiva con l'accompagnamento le versioni acustiche delle canzoni Meravigliosa creatura e Aria di Gianna Nannini.
Inoltre in alcuni mercati nord-europei è stato trasmesso anche uno spot ideato per il lancio dei motori 1.4 T-Jet, nel quale al volante della vettura figuravano Kimi Räikkönen e Michael Schumacher.